# Hackbridge
Hackbridge é um subúrbio no distrito londrino de Sutton, no sudoeste de Londres, a pouco mais de três quilômetros a nordeste da cidade de Sutton. Fica a 15 km a sudoeste de Charing Cross.

## Toponímia
A Ponte Hack, que atravessa o Rio Wandle e atende o bairro, é a origem do nome do distrito. A origem do nome é incerta; pode significar "ponte dos porcos" ou "ponte de Haka". Hakebridge, Hagbridge e Hogbridge são exemplos de iterações antigas.

## Plano Diretor de Hackbridge e Novo Bairro do Moinho
O distrito londrino de Sutton está trabalhando para tornar Hackbridge o "primeiro subúrbio verdadeiramente sustentável do Reino Unido". Hackbridge conta com um projeto de revitalização que inclui diversos empreendimentos em diversos locais. Estes são mencionados como parte da Regeneração de Hackbridge. Os planos detalhados incluem propostas para novas casas ecológicas, mais lojas, instalações de lazer e comunitárias, empregos, transporte sustentável e iniciativas para pedestres e ciclistas, redes melhoradas e espaços abertos.
Uma parte fundamental disso é um plano de £ 150 milhões para a reconstrução do antigo parque industrial Felnex, com 90.000 metros quadrados, que em 2016 obteve aprovação da Autoridade da Grande Londres. O empreendimento, descrito como "um dos lugares mais verdes para se viver no Reino Unido", será centralizado em uma praça pública e contará com a construção de 725 casas, além de um novo supermercado, consultório médico, casa de repouso, escritórios e oficinas, lojas adicionais e um terminal de ônibus. A previsão era de que as obras começassem assim que a aprovação detalhada fosse obtida para a primeira fase, prevista para o início de 2013.

Novo Bairro do Moinho

Há também o empreendimento habitacional de New Mill Quarter, construído pela Barratt, que está fornecendo 440 casas com espaço comercial e de varejo. É o maior empreendimento residencial novo da área.

## BedZED
Hackbridge já obteve sucesso em sua agenda verde com o empreendimento habitacional ecológico BedZED (Beddington Zero Energy Development), a cerca de 450 metros ao norte da estação ferroviária de Hackbridge, na Zona 4. Projetado para gerar zero emissões de carbono, foi a primeira comunidade de grande porte a fazê-lo. O BedZED utiliza uma série de tecnologias inovadoras para permitir que opere com consumo zero de energia. Atraiu amplo interesse na última década, desde sua construção, e, entre outros exemplos de reconhecimento, foi indicado ao Prêmio Stirling de arquitetura em 2003. As principais características do BedZED incluem:
- Energia zero — O projeto foi projetado para utilizar apenas energia de fontes renováveis geradas no local. São 777 metros quadrados de painéis solares.Visão panorâmica da BedZED

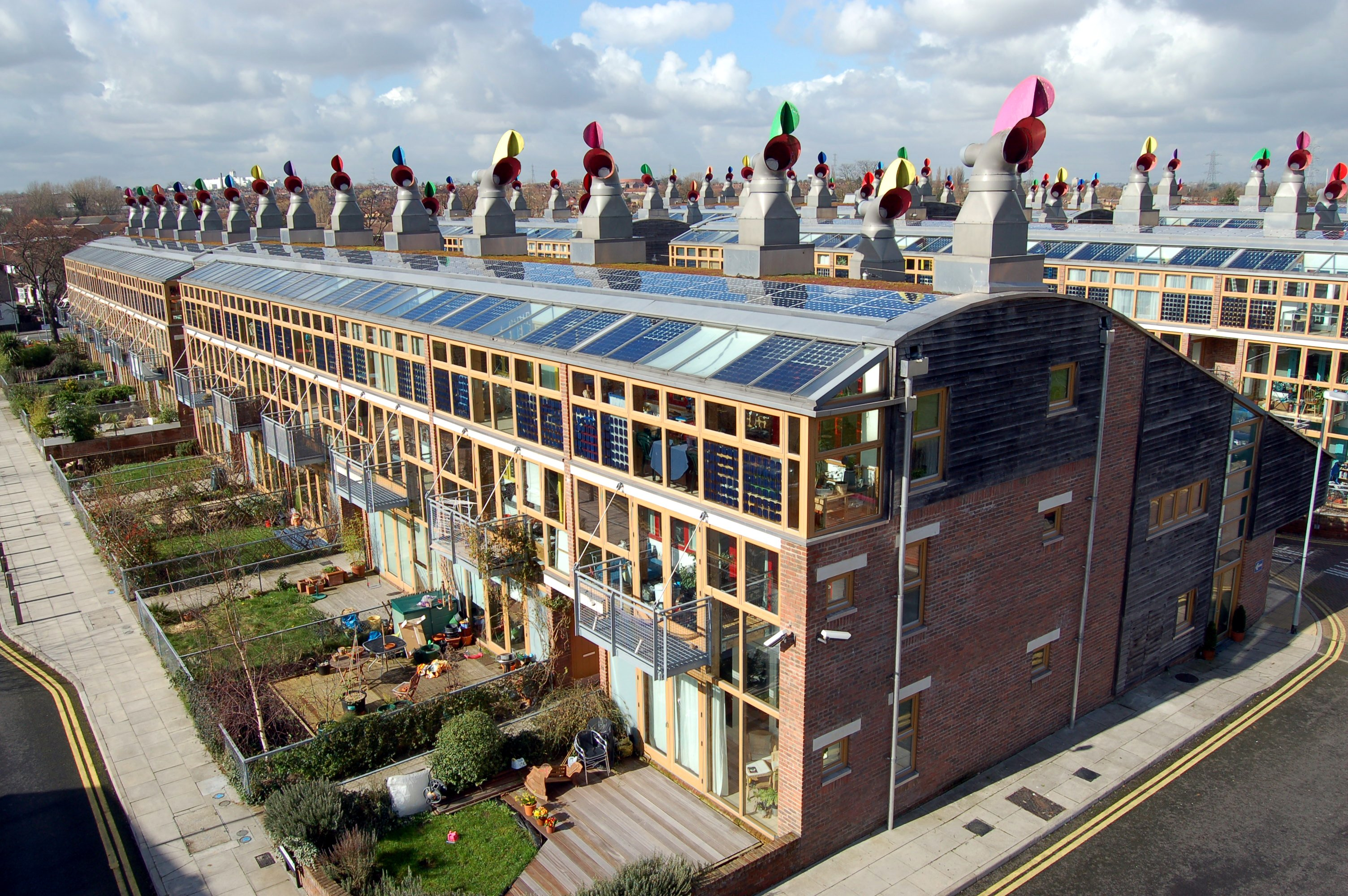
Visão panorâmica da BedZED

- Alta qualidade — Os apartamentos possuem acabamento de alto padrão para atrair o profissional urbano com consciência ecológica.
- Eficiência energética — As casas estão voltadas para o sul para aproveitar o ganho solar, possuem vidros triplos e alto isolamento térmico.
- Eficiência hídrica — A maior parte da água da chuva que cai no local é coletada e reutilizada.

## Geografia
Hackbridge está localizada a 5 km da cidade de Mitcham e a 2 km da região de Wallington.

### Localização
Hackbridge está localizada às margens do Rio Wandle, no distrito londrino de Sutton, a cerca de 5 km a nordeste da cidade de Sutton.

### Arquitetura
Hackbridge possui uma arquitetura bastante variada, mas predominantemente eduardiana e do início do século XX, na área comercial central, com subúrbios ao redor em estilo Tudorbethan geminado — vários conjuntos habitacionais sociais modernistas do pós-guerra foram demolidos nos últimos anos.
Há também uma série de edifícios do século XXI, sendo o mais notável o empreendimento ecológico BedZED (veja acima); mas outro exemplo é o grande e recém-concluído (2013) edifício de apartamentos Centrale (veja a foto), localizado na London Road, em frente à estação ferroviária. O antigo conjunto habitacional Durand Close Council também está sendo revitalizado como um empreendimento de posse mista pela Lavender Housing Partnership durante o período de 2003 a 2018.

### Igrejas
A igreja paroquial de Hackbridge foi construída em 1931. O arquiteto foi H.P. Burke-Downing, e está localizada em frente à BedZED na London Road.

### Espaços abertos
O Parque Beddington, por onde corre o Rio Wandle, fica a 400 metros ao sul da estação ferroviária de Hackbridge. Possui quase 40 hectares e é mantido pelo município londrino de Sutton. Originalmente, fazia parte do Deer Park, anexo à Carew Manor, uma grande casa de campo construída no período Tudor, que permanece até hoje. É uma grande área de pastagem aberta com pequenos grupos de árvores, com uma área de jardins mais formais perto do restaurante Grange, bem como do lago e da lagoa. O lago principal no sudoeste do parque era originalmente um lago de moinho. Há muitos caminhos e várias pontes ornamentais (veja a foto) que cruzam o riacho que alimenta o lago: este faz parte do Rio Wandle (um afluente do Tâmisa), e o parque fica na Trilha Wandle. Parte do parque é administrada como um sítio de vida selvagem.

## Esporte
Clubes profissionais de futebol por perto:
- Crystal Palace F.C.
- Sutton United

Clubes não profissionais:
- Tooting and Mitcham United F.C. joga a aproximadamente 800 metros de Hackbridge.
- Carshalton Athletic F.C. jogar a aproximadamente 800 metros de Hackbridge.
- Streatham-Croydon RFC joga aproximadamente 3,2 - 4,0 milhas de distância de Hackbridge.

## Ex-residentes conhecidos
- Tracey Ullman, cresceu em Hackbridge.[10]
- Tony Power: Letrista.